# Spálený (Oderské vrchy)
Spálený (666 m n. m.) je kopec v Oderských vrších (jižní části pohoří Nízkého Jeseníku) u zaniklé německé vesnice Velká Střelná ve vojenském újezdu Libavá v okrese Olomouc v Olomouckém kraji. Spálený se nachází v neobydlené oblasti, v přírodně evropsky významné lokalitě, v povodí řeky Odry. Kolem vrcholu kopce vedou lesní cesty, avšak vlastní vrchol kopce je zarostlý. Protože se Spálený nachází ve vojenském prostoru, je bez povolení pro veřejnost nepřístupný. Spálený se nachází na katastrálním území Velká Střelná.
Přibližně západním směrem od masivu Spáleného se nachází tok Střelenského potoka, silnice z Jestřabí do Velké střelné, zámek Bores, vojenské helipady a druhý největší vrchol Oderských vrchů (kopec Strážisko, 676 m n. m.). Severním směrem od masivu kopce jsou bývalé břidlicové doly a ruiny Velké Střelné. Přibližně východním směrem od Spáleného se nachází řeka Odra a ruiny Schwarzova mlýna a Novoveského mlýna. Přibližně jihovýchodním směrem je třetí nejvyšší vrchol Oderských vrchů - kopec Radeška 671 m n. m.

## Další informace
Obvykle jedenkrát ročně v rámci cykloturistické akce Bílý kámen, bývá okolí Spáleného přístupné veřejnosti.